# 柳帆
柳 帆（リュウ・ファン、Liu Fan, 1960年10月 - 2020年2月14日）は、中国の湖北省武漢の武昌医院に勤めたのちに初めて新型コロナウイルス感染症（COVID-19）によって亡くなった看護師である（享年59歳）。
彼女の死は中国全土にわたりインターネット上で大きな反響を呼んだ。両親と弟も彼女より前にコロナウイルスによって亡くなっており、この出来事は多くの人に「家族の絶滅」（灭门）という印象を植え付けた。また、多くの人々はコロナウイルスの流行が急激に拡大していた最中の彼女の労働環境を受け入れ難いものとみなした。彼女の弟で著名なドキュメンタリー映画の監督であった常凯が55歳で亡くなったこともインターネット上で大きな衝撃を呼び、広く死を惜しむ声が聞かれた。
彼女の死に対する病院の初期の対応には大きな批判が寄せられ、病院と武漢市当局は彼女の死をめぐる状況の説明と対処のために特別な対応を取らざるを得なくなった。

## 死亡までの経過
柳は定年を迎えた後の2016年に武昌医院の外来注射室に再雇用された。2017年に外来注射室が廃止されたため、同病院傘下の梨園街の地域保健センターに注射室の看護師として配属された。彼女は2020年2月2日まで地域保健センターに勤務していた。その後、2月7日に武昌医院の西病院区でコロナウイルス感染症と診断され、同日治療のために同病院に入院した。2月12日には武昌医院の東病院区の集中治療室に移送された。比較的多くの基礎疾患があったために病状は次第に悪化し、2020年2月14日の18時30分に59歳で死去した。
武昌医院は彼女の死に哀悼の意を表した。柳の弟である常凯は湖北電影公司の映画・テレビ部門の監督、演出家であった。柳の死の前に彼女の両親と常凯もコロナウイルスで亡くなっていた。また、彼女の夫と娘は感染の兆候がないまま隔離されていた。

## 死後の論争
彼女は強い感染力をもつコロナウイルスの患者を治療する際に基本的な防護服を使用できなかったとされ、両親もコロナウイルスで死亡していたことから、彼女の死のニュースは当初インターネット上で急速に拡散された。彼女がコロナウイルスで亡くなった最初の看護師であること、旧正月期間中も勤務を続けていたこと、両親がウイルスに感染して死亡し、集中治療室にいた唯一の弟とともにバレンタインデーに亡くなったことも大きな注目を集めた。
これは後に検閲当局者によって「捏造されたデマ」であるとされ、さらに当局者はこれらの主張はどれも真実ではないと語り、ニュースを投稿した人々を「外国勢力によって指示された」として非難した。
しかし、後にこの内容が事実であることが確認された。彼女と著名な監督であった常凯が血の繋がった姉弟であることが判明し、これらの情報はさらに大きな反響を呼んだ。以前の常凯の死のニュースでは、病院のベッドが足りずに家族4人が同じ感染症で死亡し、英国に留学していた息子だけが助かったと報じられたことや、自分の境遇を強く切実に訴える遺書が友人たちによって投書されたことなどから、世間一般の注目と強い反応を呼び起こしていた。
また、彼女を非人道的に扱い、職務を軽視し、さらには彼女の死を暗に本人の責任にしたとして病院が非難されたことで別の論争が起こった。病院側はインタビューの中で、「彼女は注射をするだけの看護師にすぎなかった」、「病院は彼女を最前線の職務には就かせていなかった」、「病院はすべての職員に対して有効性のある個人的な予防策を徹底するように求めている」などと発言したことで激しい批判を浴びた。武漢市当局は彼女に関する状況へ対処するために公式声明の発表を余儀なくされた。